# Атон (Француска)
Атон (фр. Atton) насеље је и општина у североисточној Француској у региону Лорена, у департману Мерт и Мозел која припада префектури Нанси.
По подацима из 2011. године у општини је живело 784 становника, а густина насељености је износила 50,98 становника/km². Општина се простире на површини од 15,38 km². Налази се на средњој надморској висини од 202 метара (максималној 280 m, а минималној 178 m).

## Демографија
| 1962. | 1968. | 1975. | 1982. | 1990. | 1999. | 2011. |
| ----- | ----- | ----- | ----- | ----- | ----- | ----- |
| 477   | 523   | 530   | 522   | 625   | 637   | 784   |

График промене броја становника у току последњих година